# Lapporten
 Der er for få eller ingen kildehenvisninger i denne artikel, hvilket er et problem. Du kan hjælpe ved at angive troværdige kilder til de påstande, som fremføres i artiklen.

Lapporten (samisk Čuonjávággi – gåsedalen) er en U-formet dal eller gennemskæring af et dominerende bjergmassiv i Abisko Nationalpark i Norrbotten, Nordsverige. Lapportens karakteristiske profil dominerer udsigten mod sydvest uden for den lille bebyggelse omkring Abisko turiststation, der ligger nær stationsbyen Björkliden på jernbanelinien mellem Kiruna og Narvik (i Norge). De to toppe, der omgiver Lapporten er i sydvest fjeldet Nissuntjårro (Nissunčorru) på 1.738 m og i nordøst fjeldet Tjuonatjåkka (Čuonjáčohkka) på 1.554 m. Det er let at færdes i terrænet, skønt der i myggesæsonen er millioner af myg. Der er en markeret nord-syd-gående hovedsti gennem nationalparken, der indgår som en del af det store svenske vandresystem Kungsleden.
68°16′06″N 18°58′36″Ø / 68.2682°N 18.9768°Ø